# Kenia en los Juegos Paralímpicos de Londres 2012
Kenia estuvo representada en los Juegos Paralímpicos de Londres 2012 por trece deportistas, once hombres y dos mujeres.

## Medallistas
El equipo paralímpico keniano obtuvo las siguientes medallas:
| Nombre               | Deporte   | Evento               |
| -------------------- | --------- | -------------------- |
| Oro                  |           |                      |
| Samwel Mushai Kimani | Atletismo | 1500 m T11 masculino |
| Abraham Tarbei       | Atletismo | 1500 m T46 masculino |
| Plata                |           |                      |
| David Korir          | Atletismo | 800 m T13 masculino  |
| David Korir          | Atletismo | 1500 m T13 masculino |
| Bronce               |           |                      |
| Abraham Tarbei       | Atletismo | 800 m T46 masculino  |
| Henry Kirwa          | Atletismo | 5000 m T12 masculino |